# هاري أوبري دي فير ماكلين
الجنرال (القايد) السير هاري أوبري دي فير ماكلين (بالإنجليزية: Sir Harry Aubrey de Vere Maclean)‏ ـ (15 يونيو 1848 ـ 1920) هو عسكري اسكتلندي، كان مدربًا للجيش المغربي.

## حياته العسكرية
ولد ماكلين في 15 يونيو 1848، وكان الابن الأكبر للجنرال أندرو ماكلين.
بدأ خدمته العسكرية في فوج المشاة التاسع والستين (فوج جنوب لبنكولنشاير) سنة 1869، ثم أُرسل إلى كندا لمحاربة الفينيان. وفي سنة 1876، استقال من فوجه العسكري، ثم سافر إلى مراكش في العام التالي وبدأ العمل مدربًا لجيشها بتكليف من السلطان مولاي الحسن. وقد نجح ماكلين في اكتساب ثقة السلطان، ثم ثقة ابنه وخليفته مولاي عبد العزيز من بعده، وشارك في القتال ضد القبائل المناوئة لهما في البلاد، ووصل إلى منصب قيادة الجيش المغربي.
كان يُنظر لماكلين في المملكة المتحدة كعميل بريطاني غير رسمي، وذلك رغم ولائه لسيده السلطان. وفي سنة 1901، أُلحق ببعثة دبلوماسية مغربية خاصة إلى المملكة المتحدة لتهنئة الملك إدوارد السابع على توليه العرش، فمنحه إدوارد السابع وسام القديس ميخائيل والقديس جرجس من رتبة قائد فرسان أثناء تلك الزيارة، وقد تولى ماكلين ـ لتمتعه بمرتبة رفيعة في المخزن الشريفي في مطلع القرن العشرين ـ تنظيم الاستقبال الرسمي للقيصر فيلهلم الثاني.

## حياته في المغرب

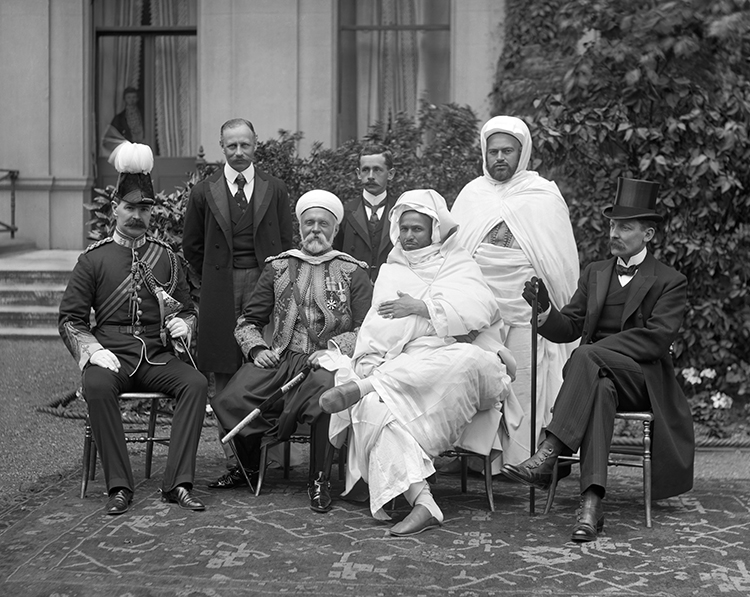
ماكلين مع مسؤلين مغاربة ودبلوماسيين وضباط استخبارات بريطانيين سنة 1902.

كان ماكلين متين البنيان، وقد استفاد بذلك في فرض سلطانه على مرؤوسيه. ورغم احتفاظه بشخصيته الاسكتلندية ومهارته في العزف بمزمار القربة الإسكتلندي التقليدي، فقد كان يرتدي الملابس المغربية التقليدية، وقد زار مدينة تافيلالت.
تعرض ماكلين أثناء خدمته للاختطاف على يد رجال الثائر أحمد الريسوني، ولم يُطلق سراحه إلا مقابل فدية قدرها 20 ألف جنيه استرليني.
اختفى ماكلين عمليًا من المشهد المغربي في أعقاب توقيع معاهدة فاس، التي صار المغرب بموجبها محمية فرنسية سنة 1912؛ حيث صار ماكلين في نظر السلطات الفرنسية عقبة في وجه المصالح الفرنسية في المغرب.

## أسرته
تزوج ماكلين مرتين، كانت الأولى من كاثرين كو، التي طلقها سنة 1905، وكانت الثانية من إيلا بريندرغاست، ابنة الجنرال السير هاري بريندرغاست، سنة 1913. ومن أبنائه أندرو دي فير ماكلين، الذي سار على خُطى أبيه وجده وصار ضابطًا بالجيش البريطاني.

## وفاته

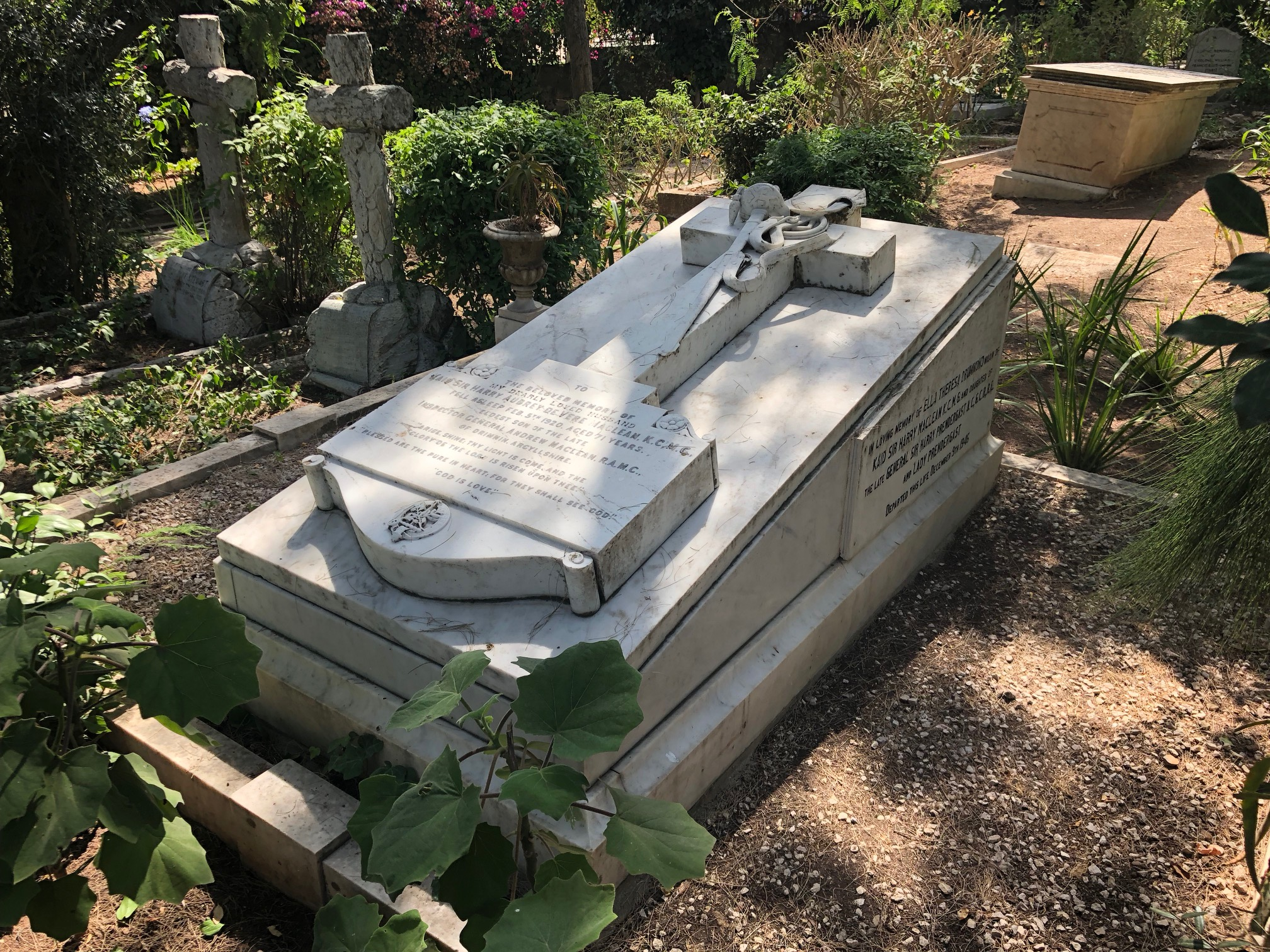
قبر السير هاري ماكلين في طنجة

توفي ماكلين سنة 1920، ودُفن في طنجة.